# Памятный знак пушкинцам — Героям Советского Союза
Памятный знак пушкинцам — Героям Советского Союза посвящён жителям города Пушкина, участвовавшим в обороне Ленинграда и удостоенным высшей государственной награды — звания Героя Советского Союза.
Штаб обороны города в Пушкине был создан в первый день войны. В его задачи входило создание отрядов народного ополчения, призыв военнослужащих и их распределение, а в дальнейшем и обеспечение эвакуации из города  жителей и культурных ценностей.
Всего мобилизовано в Пушкине было 4477 человек, а в народное ополчение ушли 847 человек.
Звания Героя Советского Союза из  них было удостоено четырнадцать человек.
Памятник находится на Октябрьском бульваре, между домами № 20 и 24.
Мемориальный знак был открыт в мае 2005 года к юбилею окончания Великой Отечественной войны.
Авторами проекта выступили сотрудники администрации Пушкинского района, а инициатива по установке памятника принадлежит школьникам из патриотических объединений района.
В памятные даты около памятника проводятся мемориальные военно-патриотические мероприятия с участием школьников района, возлагаются цветы.

## Описание памятника
Памятник представляет собой стелу из красного гранита, помещённую на двухступенчатый постамент, по ступеням  которого можно подняться к стеле вплотную. Стела выполнена в виде куба метр на метр, на лицевой стороне выбито символическое изображение медали, выдаваемой при получении звания Героя Советского Союза, ниже помещена надпись:

Герои Советского Союза, участники Великой Отечественной войны 1941—1945. Пушкинцы

На задней стороне стелы находится ещё одна надпись:

Памятный знак создан по инициативе школьников при поддержке администрации Пушкинского района, муниципального совета, организаций, предприятий, жителей города Пушкина

На двух боковых сторонах нанесены имена всех пушкинцев, получивших за оборону Ленинграда и участие в Великой Отечественной войне звание  Героя Советского Союза.